# Молодёжь Панчасила
Молодежь Панчасила (индон. Pemuda Pancasila) — индонезийская ультраправая националистическая организация. Создана генералом Насутионом в 1959 году для противостояния компартии. Сыграла важную роль в массовых убийствах 1965–1966 годов. Активно поддерживала военных в их усилиях по отстранению от власти президента Сукарно. После прихода к власти Сухарто активно поддерживала режим «Нового порядка». После ухода Сухарто в отставку — структура ультраправой оппозиции. Тесно связана с армейским командованием и организованной преступностью.

## Создание и идеология
Период «направляемой демократии» президента Сукарно был отмечен резким усилением Компартии Индонезии (КПИ), её политической роли влияния на государственную политику. Это вызывало недовольство и обеспокоенность правых сил, в том числе в командовании национальной армии. Жёстким противником КПИ был начальник генерального штаба Абдул Харис Насутион. В 1954 году генерал Насутион инициировал создание Партии сторонников независимости Индонезии. 
28 октября 1959 года было учреждено молодёжное крыло партии под названием Патриотическая молодёжь (Pemuda Patriotik). В 1960 году, на съезде в штаб-квартире спецназа RPKAD организация приняла название Юность Панча Сила (Pemuda Pancasila, PP). По замыслу организаторов, PP должна была противостоять КПИ с позиций крайне правого национализма и идеологии Панча Сила. С самого начала движение было тесно связано с армией, члены проходили военную подготовку и могли рассчитывать на военную поддержку.
Программа PP основывалась на пяти принципах Панча Сила и пропагандировала принципы 1945 года, когда была провозглашена независимость Индонезии. Вступающие приносили клятву, состоящую из четырёх тезисов:

Одна земля — Индонезия.
Одна нация — индонезийская.
Один язык — индонезийский.
Одна идеология — Панча Сила.

С самого начала важнейшей задачей «Юности Панча Сила» являлось всемерное противодействие КПИ, которая рассматривалась как враг индонезийской нации, грозящий захватом тотальной власти.

## Социальная база
В «Молодежь Панчасила» привлекалась антикоммунистическая молодёжь из социальных низов. При этом предпочтение отдавалось люмпенским и криминальным элементам («малообеспеченным хулиганам»), готовым к физическому противостоянию. Типичной фигурой движения считается Анвар Конго из города Медан (Северная Суматра) — лидер молодёжной банды, контролировавший распространение билетов в кино. Он ненавидел КПИ за установление цензуры, которая коснулась кинематографа.
Отличие PP от других антикоммунистических организаций (Нахдатул Улама, Мухаммадия, Машуми, Католическая партия, KASBUL) состояло в том, что «Молодежь Панчасила» не имела религиозно-конфессионального акцента. Её антикоммунизм носил светский националистический характер.
В то же время «Молодежь Панчасила» участвовала в борьбе с неорганизованной уличной преступностью, кражами и грабежами, в пресечении межэтнических и межплеменных столкновений в Ачехе. В начале 1960-х организация активно откликнулась на призыв Сукарно к мобилизации для борьбы за Западный Ириан.
Наибольшее развитие движение получило в Северной Суматре, «известной нравами Дикого Запада». Отмечались столкновения активистов с молодёжной организацией КПИ.

## На страже «Нового порядка»
30 сентября 1965 года прокоммунистическая группа Унтунга совершила попытку государственного переворота в Индонезии. Путч был подавлен войсками под командованием Сухарто, Насутиона и Сарво Эдди. В ответ началась мощная антикоммунистическая кампания.
«Юность Панча Сила» принимала активное участие в разгроме КПИ, в том числе массовых убийствах коммунистов и их сторонников. Во многих случаях, например, в Медане, где действовал Анвар Конго и его соратники убийства совершались с особой жестокостью (их действия были отражены в фильме Акт убийства американского режиссёра-документалиста Джошуа Оппенхаймера). По утверждениям активистов PP, ими было уничтожено до миллиона коммунистов. Цифра представляется преувеличенной, но большое количество убитых сомнений не вызывает. В лидеры «Молодежи Панчасила» выдвинулись командиры боевиков, среди которых выделялся, в частности Эффенди Насутион (не родственник генерала), ранее известный как спортсмен-боксёр и крупный криминальный авторитет Медана. Во второй половине 1960-х и в 1970-х именно он фактически возглавлял PP, хотя формально был председателем регионального отделения в Северной Суматре. Формальный председатель организации Тобинг, избранный в 1972 согласовывал все решения с меданской группой Эффенди Насутиона.
После разгрома КПИ и свержения Сукарно в Индонезии установился «Новый порядок» и авторитарное правление генерала Сухарто. «Юность Панча Сила» играла видную роль как массовая организация общественной поддержки режима. Члены PP физически расправлялись с противниками Сухарто, проводили массовые акции в его поддержку. Сохранялось тесное сотрудничество PP с военным командованием. Руководящие активисты достигали больших успехов в бизнесе, часто становились боссами индонезийской оргпреступности.

Они стали главными у себя на районе, хозяевами улиц и базаров. В бандитском мире Джакарты рулили активисты ПП Йоррис Равейай (по совместительству начальник сухартовского «комсомола» и сухартовских же профсоюзов) и китаец по имени Антон Медан (он же Тан Хок Лянь), прославленный ночными разбоями. Потом они друг по другу постреляли в ночной бильярдной, но оба остались живы. Анвар Конго сделался в Медане первым контролёром-билетёром. Его соратники-бойцы Герман Котто, Ади Зулкадри, бизнесмен Хаджи Ханиф, рэкетир Сафит Пардеде разделили в Медане другие секторы «сферы услуг». Журналист Ибрагим Синик стал редактором своей газеты. Комсомольских конкурентов они ведь зачистили своими руками. И отжали что могли. Точнее — что позволили военные.

Со второй половины 1970-х криминальная активность PP стала вызывать серьёзное недовольство властей. Кроме того, на этот период пришлась отставка и опала генерала Насутиона. Деятельность PP была жёстко ограничена полицейскими мерами, над организацией уплотнён контроль и сменено руководство. Курировать «Юность Панча Сила» стал начальник армейской разведки генерал Али Муртопо.
С марта 1981 года председателем «Юности Панча Сила» стал адвокат и университетский преподаватель Джапто Сурджосумарно. Назначение на эту должность человека, не связанного с криминалом и имеющего весьма респектабельную репутацию, было призвано облагородить облик организации. Джапто — член семьи, близкой к президенту Сухарто, участник антикоммунистических погромов 1965—1966. Под его руководством «Юность Панча Сила» вновь стала политико-силовой структурой режима, молодёжным подразделением Голкар. Численность организации к концу 1990-х годов достигала 6 миллионов человек. Отмечалась видная роль PP в обеспечении успехов Голкар на выборах и социального контроля в проблемных регионах.
Боевики организации нападали на оппозиционеров, устраивали массовые драки, обеспечивали личную охрану Сухарто и его семьи. Кроме того, они получили своеобразную «лицензию» на теневые бизнес-операции — прежде всего рэкет, вымогательство, силовые изъятия собственности, контроль над контрабандой и заведениями азартных игр. Принцип набора оставался прежним: «малообеспеченные хулиганы».

Режим использовал «Юность Панча Сила» в качестве доверенных гангстеров. Ответственность за их действия власти не принимали и даже извинялись за «чрезмерные усилия по защите Конституции 1945 года». Противники режима боялись таких группировок больше, чем армии.

Серьёзные последствия вызвала акция 27 июля 1996 года — разгром и поджог штаб-квартиры легальной Демократической партии. Результатом стали двухдневные погромы и столкновения в Джакарте. Индонезия вступила в полосу политического кризиса, который завершился падением режима Сухарто в мае 1998 года. «Юность Панча Сила» вновь оказывала оппозиции физическое сопротивление, но не смогла изменить ситуацию.

## Структура правого блока
«Молодежь Панчасила» остаётся крупной общественно-политической организацией и после 1998 года. Выступает с позиций «Нового порядка» 1966—1998 годов, отстаивает наследие Сухарто. Численность составляет около 3 миллионов человек. В 2001 году было создано партийное крыло движения — Партия патриотов. Разветвлённая оргсеть, связи с государственными органами и силовой ресурс позволяют осуществлять масштабные социальные программы трудоустройства и миграции. Это обеспечивает кадровое пополнение и общественную поддержку PP.
Члены PP проходят военные тренировки, имеют униформу, регулярно участвуют в смотрах, учениях и парадах. Сохраняются связи с правым генералитетом, организация сотрудничает с главнокомандующим Гатотом Нурмантьо. «Юность Панча Сила» примыкает к правому политическому блоку, возглавляемому генералом Прабово Субианто — противостоящему ДПБИ, Мегавати Сукарнопутри и президенту Джокови. При этом отмечается ориентация PP на генерала Виранто, которые представляет светские правонационалистические силы, тогда как Прабово Субианто опирается на правомусульманские партии.
Политическим союзником «Юности Панча Сила» является вице-президент Индонезии Юсуф Калла, который не раз выступал на мероприятиях PP и выражал публичные симпатии к организации. Некоторые из его высказываний на этот счёт провоцировали политические скандалы.

Юсуф Калла открыто заявляет: нам нужны бандиты, способные управлять в духе Панча Сила. Можно понять, когда такое говорит Джапто. Но мы слышим это от вице-президента, известного своим гуманизмом и умением примирять враждующие партии, как в Ачехе. Для членов PP его речь — оправдание, доверенность, фетва.

На съезде 2014 года председателем Национального исполнительного совета «Юности Панча Сила» вновь избран Джапто Сурджосумарно. В этом качестве он выступает в качестве общенационального политического лидера PP. Организационный аппарат неформально возглавляет Йоррис Равейай.

## Силовой бизнес
Иностранные наблюдатели и значительная часть индонезийского общества воспринимают «Молодежь Панчасила» как структуру правого радикализма, военного лоббирования и организованных преманов (индонезийские гангстеры). В конце января 2016 года в Медане произошли кровопролитные столкновения между боевиками «Юности Панча Сила» и членами китайской этнической группировки, организованной в «Союз рабочей молодёжи». Это было воспринято как продолжение традиций времён Эффенди Насутиона.
«Молодежь Панчасила» поставила на коммерческую основу предоставление силовых услуг представителям власти и крупного бизнеса. Как пример такого взаимодействия рассматривается поддержка активистами PP мэра города Макасар Данни Поманто, привлечённого как свидетель по делу об административной коррупции